# Sí (álbum de Julieta Venegas)
Sí es el tercer álbum de estudio de la cantante y compositora mexicana Julieta Venegas por el sello discográfico BMG de 2003, lanzado el 18 de noviembre de 2003, en Argentina fue editado en 2004. El álbum se grabó entre 2001 y 2003, en Buenos Aires, Argentina con el productor argentino Cachorro López y en Madrid, España, de la mano del también argentino Coti Sorokin. Julieta Venegas se desempeñó como coproductora en todo el proceso del álbum. Si bien el disco básicamente está compuesto de pop latino, sobresale el uso de influencias de electrónica.
Del álbum se extrajeron cuatro sencillos, «Andar conmigo» que casi inmediatamente se colocó en las primeras posiciones de listas de Latinoamérica y en México se mantuvo como número uno por 15 semanas consecutivas. En 2004 lanza «Lento» que logró posicionarse en las listas del Billboard Latino. El tercer sencillo «Algo está cambiando» que fue lanzado a finales de 2004, llegó a las primeras posiciones en Argentina, México y este fue su primer número uno en el Billboard Latin Pop Airplay.
El álbum debutó con gran éxito. En México alcanzó la posición número uno y se mantuvo por varias semanas, obteniendo una certificación de doble disco de platino más un disco de oro por más de 250.000 copias vendidas. En los Estados Unidos ocupó el puesto 4 y 23 en la lista Billboard Latin Pop Albums y Top Latin Albums, siendo certificado como doble disco de platino. Siendo uno de sus disco de mayor éxito comercial, permitiéndole abarcar un mercado más amplio, y que la industria de la música y la gente la reconocieran a grandes escalas.
El álbum tuvo muy buenas críticas por los expertos de música. Sí la hizo ganar varios premios, su primer Grammy Latino por "Mejor álbum de rock vocal" y «Andar conmigo» fue nominada a "Grabación del Año" y "Canción del Año". El material también fue nominado a los Premios Grammy en la categoría de "Best Latin Alternative/Rock Album". En los premios MTV Vídeo Music Awards Latinoamérica 2004 fue nombrada "Artista del año" y gana tres Premios Oye!, entre ellos el de "Grabación del año". El disco ha vendido hasta la fecha  más de 7.500.000 copias en todo el mundo, y forma parte de la lista de  los 100 discos que debes tener antes del fin del mundo, publicada en 2012 por Sony Music.

## Antecedentes
Este disco marcó una gran diferencia con Bueninvento, el cual era un disco mucho más complejo, más rudo, experimental y más roquero. Con Sí, la artista se inclinó por un sonido pop mucho más electrónico que cualquiera de sus trabajos anteriores. Razón de esto fue, fundamentalmente, contar con la ayuda de productores argentinos, quienes son mundialmente conocidos por su talento en lo referido a la producción de dance y electrónica.

## Composición y producción
El disco fue producido en su primera parte por Coti Sorokin junto con ayuda de Matias Sorokin y grabado en Madrid, España. La segunda parte lo fue por Cachorro López en Buenos Aires, Argentina. La mayoría de los temas del álbum cuenta con la autoría de la propia Julieta Venegas y de Coti. En este disco se muestra a una Julieta mucho más alegre, con canciones de amor y como ella lo define "más sencillas, no tan complejas". Venegas aparece tocando la mayoría de los instrumentos musicales como guitarra acústica, acordeón, teclados y wurlitzer.
Sí marca una actualización en el sonido de las composiciones de Julieta Venegas respecto de los títulos anteriores. La influencia de la electrónica queda patente desde el comienzo hasta el final del álbum, tanto en la composición de los temas (downtempo y trip hop son algunos de sus géneros), como en los métodos utilizados en el mismo (uso de secuenciadores, samplers, y efectos sonoros como Flanger o diversas cámaras de eco).

## Reedición
El 4 de abril de 2005 sale la "Edición especial" de este disco que contiene 9 canciones más, entre ellas remixes, canciones en vivo de su primera presentación como solista en el "Teatro Metropólitan de la Ciudad de México". Contiene además un DVD/VCD con los vídeos de su carrera y un documental. Lanzado también en un formato 'DualDisc' siendo la primera artista latina en lanzar un disco en este formato.

## Portada y arte gráfico
En la portada aparece Julieta con un vestido de novia mientras muerde uno de sus guantes,(que hace referencia al título, como si fuera un "Sí, acepto" y al vídeo del primer sencillo), tras un fondo fucsia. En la contraportada sale Julieta con el vestido de novia y una chaqueta verde, sentada con arroz en el suelo y un ramo de flores.

## Sencillos
1. Andar conmigo (2003)
2. Lento (2004)
3. Algo está cambiando (2004)
4. Oleada (2005)

## Lista de canciones
Esta es la lista de canciones del álbum en versión estándar.
| N.º   | Título                | Escritor(es)                  | Duración |  |
| 1.    | «Lento»               | Coti Sorokin, Julieta Venegas | 4:03     |  |
| 2.    | «Andar conmigo»       | Sorokin, Venegas              | 3:17     |  |
| 3.    | «Algo está cambiando» | Sorokin, Venegas              | 4:04     |  |
| 4.    | «A tu lado»           | Venegas                       | 3:20     |  |
| 5.    | «Lo que pidas»        | Sorokin, Venegas              | 3:20     |  |
| 6.    | «Mala memoria»        | Sorokin, Venegas              | 3:06     |  |
| 7.    | «Nada serio»          | Venegas                       | 3:51     |  |
| 8.    | «Donde quiero estar»  | Venegas                       | 3:05     |  |
| 9.    | «Alguien»             | Venegas                       | 3:44     |  |
| 10.   | «Oleada»              | Sorokin, Venegas              | 3:13     |  |
| 35:03 |                       |                               |          |  |

| Lista de vídeos - DVD. |                                                  |          |  |
| N.º                    | Título                                           | Duración |  |
| 11.                    | «De Mis Pasos» (Vídeo musical)                   | 3:17     |  |
| 12.                    | «Cómo Sé» (Vídeo musical)                        | 3:15     |  |
| 13.                    | «Sería Feliz» (Vídeo musical)                    | 3:25     |  |
| 14.                    | «Hoy No Quiero» (Vídeo musical)                  | 3:12     |  |
| 15.                    | «Amores Perros (Me Van A Matar)» (Vídeo musical) | 4:05     |  |
| 16.                    | «Andar Conmigo» (Vídeo musical)                  | 3:18     |  |

| Lista de canciones - Sí Edición Especial. |                                          |          |  |
| N.º                                       | Título                                   | Duración |  |
| 11.                                       | «El Listón de Tu Pelo (Feat. Pau Donés)» | 3:37     |  |
| 12.                                       | «Andar Conmigo» (En vivo)                | 3:30     |  |
| 13.                                       | «Mala Memoria» (En vivo)                 | 3:28     |  |
| 14.                                       | «Sería Feliz» (En vivo)                  | 3:54     |  |
| 15.                                       | «Como Sé» (En vivo)                      | 3:22     |  |
| 16.                                       | «El Triste» (En vivo)                    | 4:51     |  |
| 17.                                       | «Andar Conmigo» (De La Riviera Mix)      | 4:40     |  |
| 18.                                       | «Lo Que Pidas» (Mijangos House Mix)      | 4:27     |  |
| 19.                                       | «Lento» (Mijangos Bootleg Mix)           | 4:51     |  |

| Lista de vídeos - DVD DualDisc & CD+DVD - Sí Edición Especial. |                                                  |          |  |
| N.º                                                            | Título                                           | Duración |  |
| 20.                                                            | «De Mis Pasos» (Vídeo musical)                   | 3:17     |  |
| 21.                                                            | «Cómo Sé» (Vídeo musical)                        | 3:15     |  |
| 22.                                                            | «Sería Feliz» (vídeo musical)                    | 3:25     |  |
| 23.                                                            | «Hoy No Quiero» (Vídeo musical)                  | 3:12     |  |
| 24.                                                            | «Amores Perros (Me Van A Matar)» (Vídeo musical) | 4:05     |  |
| 25.                                                            | «Andar Conmigo» (Vídeo musical)                  | 3:18     |  |
| 26.                                                            | «Lento» (Vídeo musical)                          | 4:09     |  |
| 27.                                                            | «Algo Está Cambiando» (Vídeo musical)            | 4:01     |  |
| 28.                                                            | «Documental»                                     | 25:00    |  |

## Posicionamiento en listas

### Semanales
| País           | Lista (2004-05)      | Mejor posición |
| -------------- | -------------------- | -------------- |
| España         | Spanish Albums Chart | 51             |
| Estados Unidos | Top Latin Albums     | 23             |
| Estados Unidos | Latin Pop Albums     | 4              |
| México         | Mexican Album Chart  | 1              |

### Certificaciones y ventas
| País           | Organismo Certificador | Certificación    | Simbolización | Ref.   |
| -------------- | ---------------------- | ---------------- | ------------- | ------ |
| Argentina      | CAPIF                  | Oro              | ●             | [ 16 ] |
| Chile          | IFPI - Chile           | Oro              | ●             | [ 17 ] |
| Estados Unidos | RIAA (Latino)          | 2× Platino + Oro | 2▲ ●          | [ 18 ] |
| México         | AMPROFON               | 2× Platino + Oro | 2▲ ●          | [ 19 ] |

## Premios y nominaciones
| Año  | ceremonia                                    | Trabajo nominado      | Categoría                               | Resultado |
| ---- | -------------------------------------------- | --------------------- | --------------------------------------- | --------- |
| 2004 | Grammy Latinos                               | Sí                    | Mejor Álbum Rock Vocal                  | Ganador   |
| 2004 | Grammy Latinos                               | «Andar Conmigo»       | Grabación del Año                       | Nominado  |
| 2004 | Grammy Latinos                               | «Andar Conmigo»       | Canción del Año                         | Nominado  |
| 2004 | MTV VMALA 2004                               | «Andar Conmigo»       | Vídeo del Año                           | Nominado  |
| 2004 | Premios Oye!                                 | Sí                    | Grabación del Año                       | Ganador   |
| 2004 | Premios Oye!                                 | «Andar Conmigo»       | Canción del Año                         | Ganador   |
| 2004 | Premios Lunas Del Auditorio                  | Sí                    | Pop en Español                          | Nominado  |
| 2005 | Grammy Awards                                | Sí                    | Mejor Álbum Rock/Alternativo Latino     | Ganador   |
| 2005 | Latin Billboard Music Awards 2005            | Sí                    | Álbum Pop Latino del Año                | Nominado  |
| 2005 | Latin Billboard Music Awards 2005            | Sí                    | Álbum Pop Latino del Año, Nuevo Artista | Ganador   |
| 2005 | Latin Billboard Music Awards 2005            | «Andar Conmigo»       | Tema Pop Latino del Año, Femenino       | Nominado  |
| 2005 | Latin Billboard Music Awards 2005            | «Andar Conmigo»       | Tema Pop Latino del Año, Nuevo Artista  | Nominado  |
| 2005 | Premios de La Academia de La Música Española | Sí                    | Revelación Latina                       | Ganador   |
| 2006 | Latin Billboard Music Awards 2006            | «Algo Está Cambiando» | Tema Pop Latino del Año                 | Nominado  |